# O'Connell Street
Pour les articles homonymes, voir O'Connell.

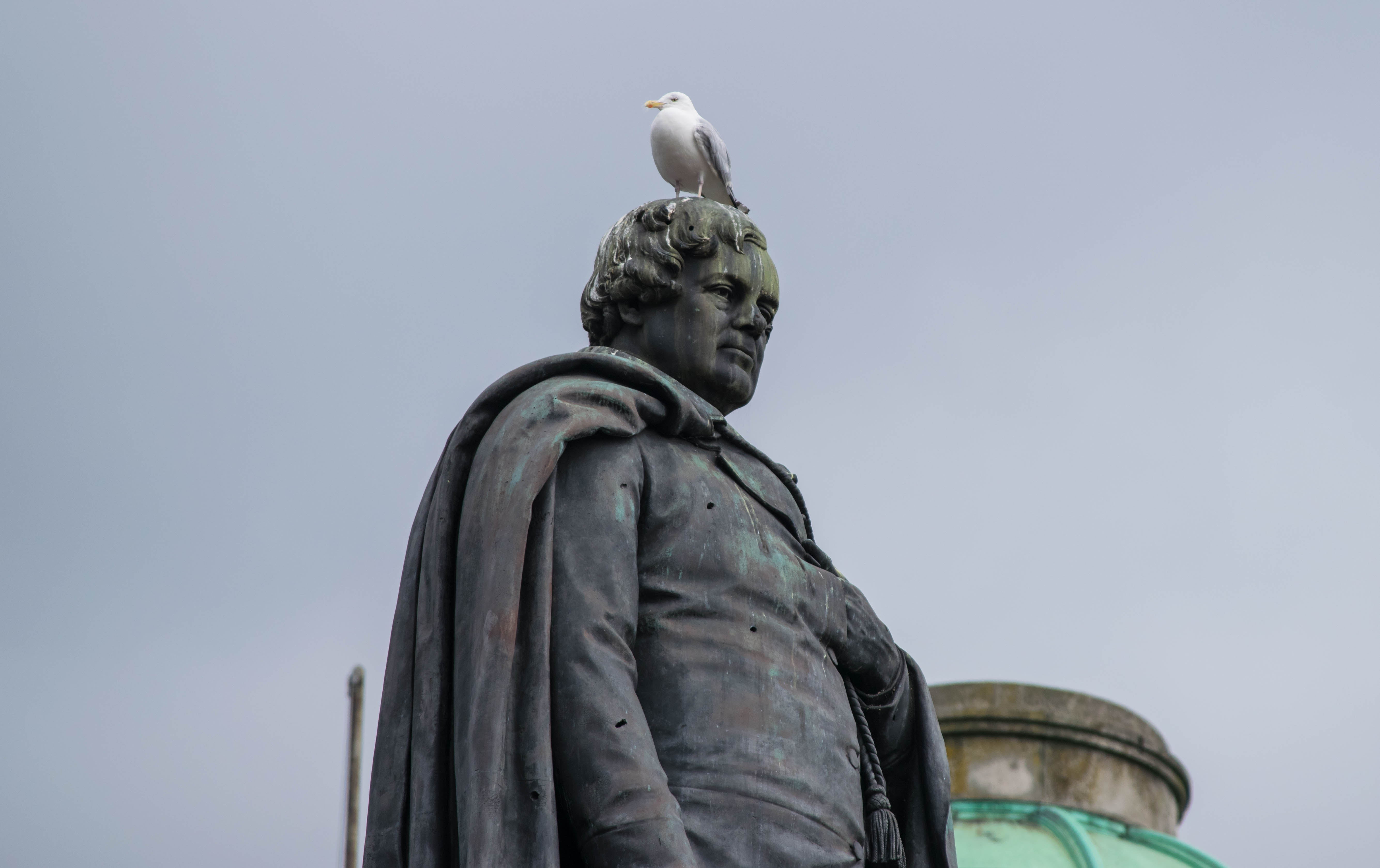
O'Connell Monument en gros plan

O'Connell Street (en irlandais : Sráid Uí Chonaill) est une rue du centre de Dublin, en Irlande, qui s'étend au nord de la rivière Liffey. Elle relie le pont O'Connell au sud à Parnell Street au nord et est divisée en deux parties par Henry Street. Le système de tramway Luas passe le long de la rue.
Au XVIIe siècle, il s'agissait d'une rue étroite connue sous le nom de Drogheda Street, nommée d'après Henry Moore, 1er comte de Drogheda. Elle est élargie à la fin du XVIIIe siècle par la Wide Streets Commission et rebaptisée Sackville Street (Sráid Saicfil) en l'honneur de Lionel Sackville, 1er duc de Dorset. En 1924, après l'indépendance, elle est rebaptisée en l'honneur du leader nationaliste Daniel O'Connell, dont la statue de John Henry Foley se trouve à l'extrémité inférieure de la rue, face au pont O'Connell.
La rue a joué un rôle important dans l'histoire de l'Irlande et comporte plusieurs monuments importants, notamment des statues d'O'Connell et du dirigeant syndical James Larkin, ainsi que la Spire de Dublin. Elle sert de toile de fond à l'un des rassemblements du lock-out de Dublin de 1913, à l'insurrection de Pâques 1916, à la guerre civile irlandaise de 1922, à la destruction du colonne de Nelson en 1966 et aux émeutes de Dublin de 2006 et 2023. À la fin du XXe siècle, un plan global a été lancé pour redonner à la rue son caractère original du XIXe siècle.

## Situation et accès
Longue de 500 mètres, c'est aussi une des plus larges d'Europe avec 49 mètres de large (46 en haut de la rue).

## Origine du nom
Elle rend honneur à Daniel O'Connell, héros national irlandais dont une grande statue domine l'entrée sud de la rue, devant le O'Connell Bridge.

## Historique

### Drogheda Street
O'Connell Street est issue de la rue Drogheda Street du XVIIe siècle, tracée par Henry Moore, 1er comte de Drogheda. Elle représentait un tiers de la largeur de l'actuelle O'Connell Street, située à l'emplacement de l'actuelle chaussée est et s'étendant de Parnell Street à la jonction avec Abbey Street.

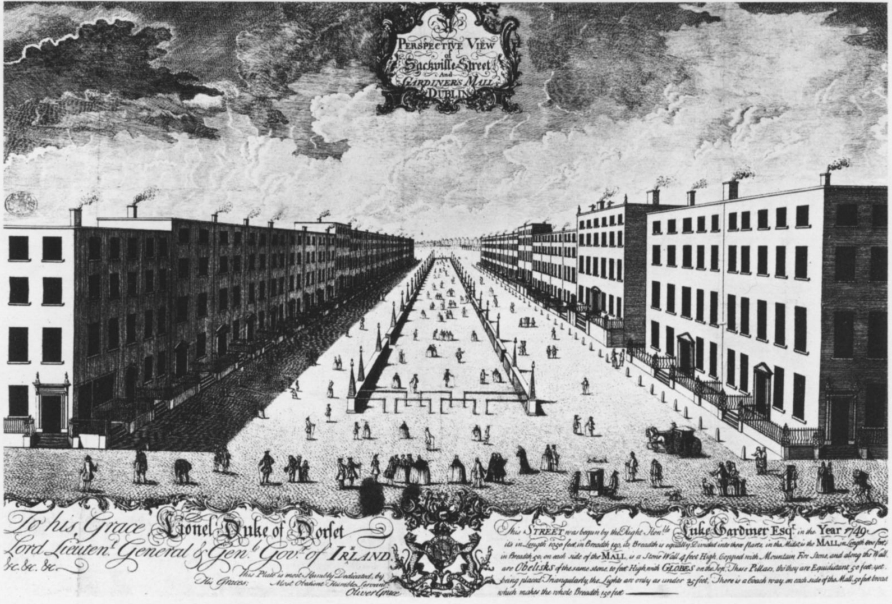
Sackville Street et Gardiner's Mall dans les années 1750

### Sackville Street
Dans les années 1740, le banquier et promoteur immobilier Luke Gardiner acquiert la partie supérieure de Drogheda Street jusqu'à Henry Street dans le cadre d'une transaction foncière. Il démolit le côté ouest de Drogheda Street pour créer une place résidentielle exclusive allongée de 320 mètres de long et 46 mètres de large, établissant ainsi l'échelle de l'artère actuelle.
Un certain nombre de propriétés sont construites le long du nouveau côté ouest de la rue, tandis que le côté est comporte de nombreuses demeures, dont la plus imposante est Drogheda House, louée par le sixième comte de Drogheda et située à l'angle de Cathedral Street. Gardiner aménage également un mail le long de la section centrale de la rue, bordé de murets de granit et d'obélisques. Il est planté d'arbres quelques années plus tard. Il intitula le nouveau quartier Sackville Street en l'honneur du Lord Lieutenant d'Irlande de l'époque, Lionel Cranfield Sackville, Duc de Dorset, également connu sous les noms de Sackville Mall et de Gardiner's Mall. Toutefois, en raison du nombre limité de terrains appartenant aux Gardiner dans cette zone, l'hôpital Rotunda, situé juste à côté de la rue, au bas de Parnell Square - également développé par la famille - n'a pas été construit dans l'axe de Sackville Street, mettant fin à la vue. Gardiner avait l'intention de relier la nouvelle rue à la rivière, mais il décède en 1755, et son fils Charles reprend le flambeau.

## Bâtiments remarquables et lieux de mémoire
On y trouve, à l'emplacement de l'ancienne colonne Nelson, une sculpture emblématique, le Spire de Dublin.